# Blang Paseh
Blang Paseh is een bestuurslaag in het regentschap Pidie van de provincie Atjeh, Indonesië. Blang Paseh telt 3308 inwoners (volkstelling 2010).